# Фишман, Джеральд
Джеральд Фишман (Gerald Jay (Jerry) Fishman, род. 10 февраля 1943, Сент-Луис, Миссури) — американский астрофизик, специалист в области гамма-астрономии. Сотрудник Космического центра Маршалла НАСА. Лауреат премии Шао (2011) — за лидерство в исследованиях гамма-всплесков.
Окончил с отличием Миссурийский университет (бакалавр физики, 1963?5). Степень доктора философии в области космической науки получил в Университете Райса в 1970 году. Затем поступил в Космический центр Маршалла НАСА.
Фелло Американского физического общества. Является Thomson/ISI Highly Cited.
Отмечен NASA Outstanding Scientific Achievement Award (1982, 1991, 1993) и премией Бруно Росси Американского астрономического общества (1994).
Автор более 200 научных работ.
Женат с 1967 года, две дочери, внуки.